# Maximilian von Mirbach-Harff
Maximilian Friedrich Johannes Maria Oktavian Graf von Mirbach-Harff (bis 1944 Freiherr von Mirbach, * 14. Juli 1880 in Ziadlowitz (Mähren); † 27. März 1971 in Lindenthal (Köln)) war ein preußischer Landrat und leitete als solcher von 1920 bis 1938 die Verwaltung des Kreises Saarburg.

## Leben und Werdegang
Der unverheiratet gebliebene Maximilian von Mirbach war Angehöriger des gleichnamigen Adelsgeschlechts von Mirbach und ein Sohn des Ernst Freiherr von der Vorst-Lombeck-Gudenau (ab 1882 von Mirbach-Harff; 1845–1901) und dessen Ehefrau Wilhelmine, geborene Gräfin von Thun und Hohenstein (1851–1929).
Nach dem Besuch eines Gymnasiums nahm von Mirbach ein Studium der Rechts- und Staatswissenschaften an der Universität Straßburg auf. Mit Ablegung des ersten juristischen Staatsexamens trat er dann unter Ernennung zum Gerichtsreferendar (31. Oktober 1908) in den preußischen Justizdienst ein, wo er seine weitere Ausbildung bei dem Amtsgericht Grevenbroich erhielt. Nach dem zweiten Staatsexamen und der Ernennung zum Regierungsassessor im Juli 1914 wechselte er in den Bereich des Preußischen Innenministeriums. Dort fand er zunächst als Hilfsarbeiter bei dem Landratsamt Blumenthal Beschäftigung, ehe er in gleicher Funktion ab 1. Juni 1915 an die Landratsämter nach Templin, ab September 1915 in Nauen und schließlich ab 1. September 1918 nach Ruppin umgesetzt wurde.
Zum 6. August 1919 an die Regierung in Trier versetzt, betraute von Mirbachs dortiger Dienstherr ihn von April bis Mai 1920 vertretungsweise mit der Verwaltung des Restkreises St. Wendel-Baumholder, ehe er im Juli 1920 und zunächst kommissarisch die Verwaltung des Kreis Saarburg übernahm. Die definitive Ernennung zum Landrat in Saarburg folgte am 26. November 1920. Während seiner durch die Interalliierte Rheinlandkommission angeordneten und von 1923 bis 1926 dauernden Ausweisung fand von Mirbach Beschäftigung bei der Versorgungsstelle Hamm in Westfalen. Nachdem von Mirbach am 4. November 1938 zur Disposition gestellt worden war, erhielt er ab Mai 1939 einen neuerlichen Einsatz zunächst bei der Regierung Minden und nachfolgend der Regierung Merseburg.
Als der Landrat des Landkreises Graslitz, Henning von Winterfeld im September 1944 an die Front einberufen wurde, übernahm von Mirbach vertretungsweise dessen Stelle. Gegen Ende des Zweiten Weltkriegs kam im Zuge der „Räumung“ der Konzentrationslager am 14. April 1945 im Bahnhof Graslitz ein Zug mit ca. 2500 weiblichen Häftlingen des zum KZ Buchenwald gehörigen Außenlagers Meuselwitz ohne Ziel zum Stehen. Von Mirbach ersuchte per Fernschreiben den Regierungspräsidenten in Karlsbad um Klärung und darum, sich um einen beschleunigten Weitertransport zu bemühen, da die Sicherheit im Bahnhof nicht gegeben sei. Da der Zug auch vier Tage darauf noch im Bahnhof von Graslitz stand und es durch Fliegerangriffe bereits zu zahlreichen Verletzten und einigen Toten gekommen war, telegrafierte Mirbach am 18. April 1945 nochmals nach Karlsbad mit der Bitte, die Weiterfahrt des Zuges zu veranlassen bzw. herbeizuführen.
1945 wurde Mirbach selbst interniert, kam 1946 aber schon wieder frei und lebte fortan auf Schloss Harff, um von dort aus die Familiengüter zu bewirtschaften. Er starb 1971 in einem Kölner Krankenhaus. Der 1918 ermordete deutsche Botschafter in Moskau Wilhelm von Mirbach-Harff war ein älterer Bruder von Maximilian.